# 金胜庄遗址
金胜庄遗址，位于山西省运城市芮城县大王乡金胜庄村西50米，是中华人民共和国全国重点文物保护单位之一。
1965年5月24日，公布为山西省文物保护单位，编号1-33。2013年5月公布为全国重点文物保护单位，是一座古遗址。